# Bahnradsport-Weltmeisterschaften 1969
Die Bahnradsport-Weltmeisterschaften 1969 fanden vom 5. bis 9. August 1969 für die Profis in Antwerpen sowie vom 20. bis 24. August für die Amateure in Brünn statt.

## Austragungsorte
Für 1969 hatte sich die Tschechoslowakei um die Austragung der Weltmeisterschaften beworben, wollte aber nur die Amateur-Wettbewerbe ausrichten. Schon im Vorjahr waren die Wettbewerbe getrennt gewesen, nach olympischen und nicht-olympischen Disziplinen. In diesem Jahr fanden lediglich die Wettbewerbe für die Profis in Antwerpen statt, die übrigen Rennen, auch die der Frauen, in Brünn.
Die Rennen in Brünn fanden auf einer halb-überdachten 400-Meter-Zementbahn des Velodrom Brno statt, wodurch es nicht zu Verzögerungen durch Regen wie in vielen Jahren zuvor kam. Die Profi-Rennen wurden im Antwerpener Sportpaleis ausgetragen; damit fanden Bahn-Weltmeisterschaften erstmals auf einer Hallenbahn statt.

## Frauenrennen
Die Bahnrennen der Frauen waren eine rein sowjetische Domäne, lediglich die Niederländerin Keetie van Oosten-Hage konnte mit einem dritten Platz in der Einerverfolgung diese Phalanx durchbrechen.

## Politisches Umfeld
Der Termin der Weltmeisterschaften in Brünn kollidierte mit dem ersten Jahrestag des Einmarschs der Ostblock-Staaten in die Tschechoslowakei zur Niederschlagung des Prager Frühlings: In den Straßen standen sowjetische Panzer, bewaffnete Soldaten patrouillierten, und die Zuschauer am Straßenrand bejubelten die US-amerikanischen Sportler euphorisch. Dementgegen herrschte „[…] eisiges Schweigen beim Einzug der Fahne mit Hammer und Sichel aus Ostdeutschland, wütende Pfiffe und hektische Ablehnung für die rote Fahne der Sowjetunion“. Der Präsident des tschechoslowakischen Radsportverbandes, Rudolf Böhm, bat die Zuschauer, Pfeifen und Buhen gegen russische Fahrer einzustellen, da ansonsten die Rad-WM gefährdet sein könne, aber diese hielten sich nicht daran. Bei Siegerehrungen mit sowjetischen Sportlern verließen die Zuschauer die Halle.
In sportlicher Sicht stieß vonseiten westlicher Staaten die „hauptsächlich mit Ostblockvertretern gespickten technischen Kommission“ auf viel Kritik, da deren Entscheidungen oft als einseitig empfunden wurde. Es gebe zu viele „böse Zufälle“ argwöhnte der Radsport. Der ostdeutsche Vertreter habe angesichts eines sehenswerten Stehversuches zwischen einem Westdeutschen und einem Italiener, bei dem die Zuschauer „still und aufmerksam wie in der Oper“ gewesen seien, „ohne die Hand vor den Mund zu halten, müde und gelangweilt“ gegähnt.

## Resultate

### Frauen
| Disziplin                | Platz | Land        | Athlet                 |
| ------------------------ | ----- | ----------- | ---------------------- |
| Sprint                   | 1     | Sowjetunion | Galina Zarjowa         |
|                          | 2     | Sowjetunion | Galina Ermolaeva       |
|                          | 3     | Sowjetunion | Irina Kiritschenko     |
| Einerverfolgung (3000 m) | 1     | Sowjetunion | Raissa Obodowskaja     |
|                          | 2     | Sowjetunion | Tamara Garkuchina      |
|                          | 3     | Niederlande | Keetie van Oosten-Hage |

### Männer (Profis)
| Disziplin                | Platz | Land                   | Athlet                            |
| ------------------------ | ----- | ---------------------- | --------------------------------- |
| Sprint                   | 1     | Belgien                | Patrick Sercu                     |
|                          | 2     | Belgien                | Robert Van Lancker                |
|                          | 3     | Italien                | Sante Gaiardoni                   |
| Einerverfolgung (5000 m) | 1     | Belgien                | Ferdi Bracke                      |
|                          | 2     | Vereinigtes Königreich | Hugh Porter                       |
|                          | 3     | Niederlande            | Peter Post                        |
| Steherrennen (100 km)    | 1     | Niederlande            | Jacob Oudkerk/Albertus de Graaf   |
|                          | 2     | Belgien                | Theo Verschueren/Joop Stakenburg  |
|                          | 3     | Italien                | Domenico De Lillo/August Meuleman |

### Männer (Amateure)
| Disziplin                      | Platz | Land                            | Athlet                                                          |
| ------------------------------ | ----- | ------------------------------- | --------------------------------------------------------------- |
| Sprint                         | 1     | Frankreich                      | Daniel Morelon                                                  |
|                                | 2     | Sowjetunion                     | Omar Pchakadse                                                  |
|                                | 3     | Dänemark                        | Peder Pedersen                                                  |
| Tandem                         | 1     | Deutsche Demokratische Republik | Jürgen Geschke, Werner Otto                                     |
|                                | 2     | Deutschland                     | Jürgen Barth, Rainer Müller                                     |
|                                | 3     | Frankreich                      | Pierre Trentin, Daniel Morelon                                  |
| Zeitfahren                     | 1     | Italien                         | Gianni Sartori                                                  |
|                                | 2     | Polen                           | Janusz Kierzkowski                                              |
|                                | 3     | Niederlande                     | Klaas Balk                                                      |
| Einerverfolgung                | 1     | Schweiz                         | Xaver Kurmann                                                   |
| (4000 m)                       | 2     | Frankreich                      | Bernard Darmet                                                  |
|                                | 3     | Frankreich                      | Daniel Rebillard                                                |
| Mannschaftsverfolgung (4000 m) | 1     | Sowjetunion                     | Stanislaw Moskwin/Wladimir Kusnezow/ Wiktar Bykau/Sergei Kuskow |
|                                | 2     | Italien                         | Pietro Algeri/Giacomo Bazzan/ Giorgio Morbiato/Antonio Castello |
|                                | 3     | Frankreich                      | Claude Buchon/Bernard Darmet/ René Grignon/Daniel Rebillard     |
| Steherrennen                   | 1     | Niederlande                     | Albertus Boom/Bruno Walrave                                     |
| (1 Stunde)                     | 2     | Niederlande                     | Cees Stam                                                       |
|                                | 3     | Schweiz                         | Jörg Peter                                                      |